# Casa al carrer Pere III, 47 (Figueres)
L'edifici del Carrer Pere III, 47 és una obra del municipi de Figueres (Alt Empordà) inclosa en l'Inventari del Patrimoni Arquitectònic de Catalunya.

## Descripció
Es tracta d'una casa aïllada, amb un solar sense edificar a cada costat, situada a prop de la carretera N-IIA. És una casa de planta quadrada, de planta baixa i amb coberta terrassada. La planta baixa presenta un encoixinat de pedres sense escairar, i una porta d'accés en arc de mig punt. A cada costat d'aquesta porta trobem una finestra emmarcada. Tota la façana de l'edifici està arremolinada i presenta una motllura a cada costat de la façana que imita una cantonada amb carreus. La barana està decorada amb elements triangulars formats per peces de maó. Al centre de la coberta de l'edifici destaca la galeria, amb tres arcs de mig punt de dues arquivoltes, que donen a la façana i dos a cada costat.